# کواوتموک بلانکو
کواوتموک بلانکو (انگلیسی: Cuauhtémoc Blanco؛ زادهٔ ۱۷ ژانویهٔ ۱۹۷۳) بازیکن فوتبال اهل مکزیک است. از باشگاه‌هایی که در آن بازی کرده‌است می‌توان به شیکاگو فایر و رئال وایادولید اشاره کرد.
وی همچنین در تیم ملی فوتبال مکزیک بازی کرده‌است. او در تاریخ ۱۰ ژوئن ۲۰۱۴ به‌طور رسمی از فوتبال ملی خداحافظی کرد. وی برای توانایی‌اش در حمله شهرت داشت و در بیشتر دوران حرفه‌ای خود در پست مهاجم بازی می‌کرد و در سال‌های آخر هافبک هجومی بود.